# Yo-kai Watch 2
 (mars 2024).
Si vous disposez d'ouvrages ou d'articles de référence ou si vous connaissez des sites web de qualité traitant du thème abordé ici, merci de compléter l'article en donnant les références utiles à sa vérifiabilité et en les liant à la section « Notes et références ».
Yo-kai Watch 2 (stylisé et parfois noté YO-KAI WATCH 2) est un jeu vidéo de rôle développé par Level-5 et édité par Nintendo sur Nintendo 3DS, publié entre le 10 juillet 2014 pour les premières versions japonaises et le 29 septembre 2017 pour les dernières versions américaines, européennes et australiennes. Il appartient à la série principale de la licence Yo-kai Watch, s'inscrivant chronologiquement entre les jeux Yo-kai Watch et Yo-kai Watch 3.
Le jeu met en scène différents Yo-kai, créatures inspirées du folklore japonais et connues pour régulièrement semer le trouble chez les humains qui n'ont pas connaissance de leur existence. Le protagoniste est lui doté de la Yo-kai Watch, une montre permettant de voir les Yo-kai dont il se sert afin de stopper leurs méfaits. Ses actions l'amènent parfois à se lier d'amitié avec eux, ce qui l'amène à se constituer une équipe de six Yo-kai l'aidant à se battre contre d'autres créatures plus ou moins malfaisantes.
Yo-kai Watch 2 se décline en trois versions :
- Yo-kai Watch 2: Esprits farceurs (japonais : 妖怪ウォッチ2元祖 Yōkai Wotchi 2 Ganso ; anglais : Yo-Kai Watch 2: Bony Spirits) et Yo-kai Watch 2: Fantômes bouffis (japonais : 妖怪ウォッチ2本家 Yōkai Wotchi 2 Honke ; anglais : Yo-Kai Watch 2: Fleshy Souls), respectivement abrégées en EF et FB en jeu, sont les versions originales du jeu, publiées le 10 juillet 2014 au Japon, le 30 septembre 2016 en Amérique du Nord, le 15 octobre 2016 en Australie, le 7 avril 2017 en Europe, et le 20 avril 2017 en Corée du Sud. Elles se distinguent par l'exclusivité des créatures qui y apparaissent, exclusivités dues à de légers changements dans le scénario.
- Yo-kai Watch 2: Spectres psychiques (japonais : 妖怪ウォッチ2真打 Yōkai Wotchi 2 Shin'uchi ; anglais : Yo-Kai Watch 2: Psychic Specters), abrégé en SP en jeu, publié le 13 décembre 2014 au Japon, le 21 septembre 2017 en Corée du Sud, et le 29 septembre 2017 en Amérique du Nord, en Europe ainsi qu'en Australie, constitue une version complémentaire aux jeux précédents, ajoutant entre autres de nouveaux Yo-kai exclusifs et de nouveaux éléments de scénario facultatifs.

Grâce au succès rencontré par l'opus précédent et au développement de la licence, le jeu a connu un excellent succès commercial, étant un des jeux les plus vendus sur Nintendo 3DS, ainsi qu'un très bon succès critique.

## Système de jeu

### Hors combat
En dehors des combats, le joueur est plus ou moins libre, selon son avancement dans l'histoire principale, d'explorer le monde et d'interagir avec son contenu. Grâce au Yo-kai Pad, un appareil électronique possédé par Whisper, le joueur dispose également de plusieurs applications se débloquant au fur et à mesure du scénario, grâce auxquelles il peut profiter d'un certain nombre de fonctionnalités.

### En combat
Durant les combats, chaque adversaire peut utiliser jusqu'à six Yo-kai placés sur une roue. Les trois Yo-kai situés à l'avant de la roue sont actifs, et les trois Yo-kai situés à l'arrière sont passifs. Le joueur peut, à tout moment du combat, tourner sa roue afin de choisir les trois Yo-kai actifs, la roue pouvant également tourner automatiquement, par exemple si tous les Yo-kai actifs sont tombés K.O. et qu'in reste des Yo-kai passifs aptes au combat.
Les Yo-kai actifs agissent chacun leur tour de manière autonome, mais le joueur dispose de diverses actions visant à les aider à mener au mieux leur combat.
À la suite d'un combat, il est possible que l'un des Yo-kai adverses propose son amitié au joueur, qui est libre de l'accepter ou non. Un Yo-kai adverse peut être rendu plus amical en lui donnant de la nourriture durant le combat.

## Scénario
La trame de Yo-kai Watch 2 se découpe en dix chapitres thématiques s'articulant autour d'un fil conducteur.
Lady Perpétua, une Yo-kai emprisonnée à tort lorsqu'elle était encore humaine, souhaite voler le bonheur des gens pour se venger de son bonheur perdu. Ne supportant pas qu'un lien puisse exister entre humains et Yo-kai, et afin de s'assurer que rien ne vienne perturber ses plans, elle s'en prend au protagoniste dans le but de détruire la Yo-kai Watch. Son plan est de réécrire l'Histoire : elle envoie 60 ans dans le passé une armée de Yo-kai maléfiques à son service appelés les « Perfides », qui tentent d'empêcher la création de la toute première Yo-kai Watch, créent du chaos en envoûtant des humains, et causent un conflit entre Yo-kai les poussant à former deux clans et à s'affronter lors d'une grande bataille. Ces évènements donnant suffisamment de temps à Lady Perpétua pour atteindre son objectif, le protagoniste se rend lui-même dans le passé pour l'arrêter.

## Personnages

### Protagoniste
Au lancement de sa partie, le joueur choisit, selon son genre, d'incarner Nathan Adams ou Katie Forester, deux écoliers de 11 ans résidant dans la ville japonaise fictive de Granval-sur-Mer.
Le personnage non choisi par le joueur incarne alors un personnage secondaire, ami du protagoniste.

### Personnages principaux
- Whisper, valet Yo-kai et ami du protagoniste qui l'a libéré du Bingo-kai dans lequel il était enfermé. Servant principalement de guide au joueur, il se définit comme un génie mais ne parvient à rien sans son Yo-kai Pad, son caractère extravagant étant souvent une source de plaisanterie pour ses amis. Son pouvoir de Yo-kai est de pousser les humains qu'il envoûte à raconter des mensonges, mais ayant honte de celui-ci, il le cache au protagoniste, à qui il arrive de s'interroger à ce sujet.
- Jibanyan, un chat devenu Yo-kai après s'être fait écraser par un camion. Il regrette beaucoup son ancienne maîtresse et s'entraîne régulièrement à affronter des camions, sans grand succès. Après être devenu ami avec le protagoniste, il s'installe chez lui, où il lui arrive de révéler sa fainéantise ou encore son amour pour les barres de chocolats.
- Hovernyan, un courageux Yo-kai chat ayant recherché de l'aide durant 60 ans. Dans le présent, la nourriture qu'il a accumulé l'a fait gonfler et prendre le nom de Méganyan. Il aide le protagoniste à remonter le temps pour combattre les Yo-kai perfides.
- Nathaniel Adams / Michaël Forester, grand-père du protagoniste et créateur du premier modèle de Yo-kai Watch, il y a 60 ans. Son fort caractère le pousse souvent à nier avoir des amis, bien qu'il soit énormément apprécié par Hovernyan ainsi que par les Yo-kai classiques. Il est un grand fan du super-héros Ultramax et s'est donné pour mission de vaincre les Yo-kai perfides. Dans le présent, il est décédé, contrairement à sa femme.
- Arachnus et Crapop, deux Yo-kai dirigeant respectivement l'armée des Farceurs et celle des Bouffis, deux clans Yo-kai formés à la suite d'une dispute relative à des beignets et s'affrontant lors de la grande bataille Yo-kai. Ils ne s'apprécient pas mais semblent se tenir en haute estime. Ils ont pour bras droit, respectivement, Octorgone et Kyubi. Comprenant que les perfides sont la source de leur dispute et réalisant l'étendue de la menace de Lady Perpétua, ils se réconcilient et unissent leurs forces avec le protagoniste pour la combattre.
- Maître Nyada, un Yo-kai chat semblant âgé, mais sage, très puissant, et respecté parmi les Yo-kai. Il aide le protagoniste à développer sa force pour vaincre Lady Perpétua. Il vénère particulièrement un étrange tuyau, qui se révèle finalement très utile. C'est lui, déguisé en humain sous le nom d'Aymeric Abrac, qui rend la Yo-kai Watch au protagoniste en début de jeu.
- Lady Perpétua, Yo-kai maléfique et cheffe d'une armée de Yo-kai malfaisants appelés perfides. Emprisonnée à tort lorsqu'elle était encore humaine, elle cherche à voler le bonheur des gens, pour se venger de son bonheur perdu. Pour ce faire, elle s'en prend au protagoniste afin de détruire la Yo-kai Watch.
- Laure et Marge, deux sœurs Yo-kai au service de Lady Perpétua. Elles se chargent pour elle de voyager dans le temps afin de réécrire l'Histoire, et affrontent régulièrement le protagoniste.
- M. Bellevue, horloger gérant de la boutique « Au Phil du Temps ». Il permet au protagoniste, contre démonstration de sa force, d'améliorer sa Yo-kai Watch afin de pouvoir rencontrer de plus puissants Yo-kai. Cet étrange homme est également capable de voir les Yo-kai et semble insensible au temps qui passe, étant exactement la même personne dans la passé bien qu'il n'y reconnaisse pas le protagoniste qu'il rencontre 60 ans plus tard.

### Personnages secondaires
- Lily et Aaron Adams / Rebecca et Jason Forester, parents du protagoniste ;
- Matthieu « Matt » Descartes, et Rémi « Balaise » Blaise, amis du protagoniste ;
- Lucie Adams / Kelly Forester, grand-mère du protagoniste ;
- Les Yo-kai classiques, des Yo-kai célèbres et vénérés pour leur puissance au sein de leur espèce ;
- Les Yo-kai perfides d'élite, un groupe de cinq Yo-kai perfides reconnus par Lady Perpétua pour leur puissance ;
- Sabrille et Sabruine, deux Yo-kai amoureux représentant le soleil et la pluie ;
- Télémir, un Yo-kai en forme de miroir que le protagoniste sauve alors qu'il est bloqué au mont de l'Ours. En gage de remerciement, il permet au joueur d'utiliser son pouvoir de téléportation : après avoir réveillé un Télémir dans un endroit, il est possible de s'y rendre à tout moment en utilisant n'importe lequel de ses congénères.
- Triptic-tac, un Yo-kai en forme de miroir triptyque, ami d'Hovernyan. Il est très amical et permet au joueur de remonter dans le passé à n'importe quel moment.

### Personnages tiers
Le jeu met également en avant un grand nombre de personnages tiers, jouant un rôle mineur dans le scénario ou dans un nombre limité de quêtes.

## Lieux
Yo-kai Watch 2 permet au joueur d'explorer différents lieux. Tous sont fictifs mais se situent pour la plupart au Japon :
- Granval-sur-Mer, ville dans laquelle habite et étudie le protagoniste. Elle comporte cinq quartiers : les Hauts, le Coteau fleuri, le quartier des boutiques, le centre-ville, et la Corniche. Au nord se situe le Mont Sylvestre, important lieu pour les Yo-kai.
- Ourcival, village de campagne dans laquelle habite la grand-mère du protagoniste ;
- San Fantastico, ville côtière où le personnage se rend durant l'intrigue ;
- Le Yo-kai World, monde des Yo-kai ;
- etc.

## Connectivité

### Jeu multijoueur
Yo-kai Watch 2 se joue en solo, mais des fonctionnalités multijoueur sont disponibles :
- Les combats et les échanges de Yo-kai, jusqu'à deux joueurs en multijoueur local ou en ligne ;
- Yo-kai Watch Blasters, se jouant jusqu'à quatre joueurs en multijoueur local, est un mini-jeu similaire au jeu vidéo Yo-kai Watch Blasters permettant d'obtenir des récompenses, notamment des Yo-kai et des objets, dans Yo-kai Watch 2.

### Lien entre versions
Le joueur peut connecter deux versions différentes du jeu ensemble, que ce soit sur une unique console (à l'aide des données additionnelles stockées dans la mémoire de la console) ou avec deux consoles reliées en multijoueur local. Ceci lui permet de débloquer la Voie du mystère, un donjon exclusif apportant du contenu supplémentaire. Pour déverrouiller l'intégralité de ce contenu, il est toutefois nécessaire de lier les trois versions ensemble.

## Versions

### Mise à jour 2.0
La sortie de la version Spectres psychiques a entraîné le déploiement d'une mise à jour des versions Esprits farceurs et Fantômes bouffis vers la version 2.0. Cette mise à jour a entre autres permis la compatibilité de ces jeux avec les nouveautés ajoutées dans Spectres psychiques et a débloqué un nouveau Yo-kai exclusif à chacune des versions.
Par ailleurs, les données de sauvegarde sont automatiquement converties après le passage en version 2.0 et ne peuvent pas être réutilisées sur une ancienne version. Il est également possible, depuis cette mise à jour, d'exporter des données de sauvegarde d'un jeu Esprits farceurs ou Fantômes bouffis vers Spectres psychiques pour y reprendre sa progression. Néanmoins, ce transfert ne peut être réalisé qu'une seule fois par fichier de sauvegarde, les données originales étant par la suite marquées comme transférées.

## Accueil

### Ventes
Au total, les différentes versions du jeu se sont vendues à 7,3 millions d'exemplaires dans le monde ce qui en fait un des jeux les plus vendus sur Nintendo 3DS. 
Au Japon, les ventes des versions Esprits farceurs et Fantômes bouffis ont dépassé les 3,10 millions de ventes, tandis que celles de Spectres psychiques ont atteint les 2,62 millions de ventes.
En Occident, ces 3 versions se sont vendues à 1,20 million d'exemplaires [réf. nécessaire], soit légèrement moins que le premier opus, écoulé à 1,49 million d'exemplaires. 

### Réception
- Canard PC : 8/10[4]
- jeuxvideo.com : 16/20[5]